# Feiertage in der Sowjetunion
Es gab acht gesetzliche Feiertage in der Sowjetunion und zudem einige Ehren- und Gedenktage.
| Datum       | Deutsche Bezeichnung                           | Russische Bezeichnung                                                                                   | Bemerkungen |
| ----------- | ---------------------------------------------- | --- | --- |
| 1. Januar   | Neujahr                                        | Новый год                                                                                               | |
| 23. Februar | Tag der Sowjetischen Armee und Seestreitkräfte | День Советской Армии и Военно-морского флота                                                            | Gründungstag der Roten Armee im Februar 1918. Nicht-arbeitsfreier Feiertag. In Russland fortgesetzt als „Tag des Verteidigers des Vaterlandes“. |
| 8. März     | Internationaler Frauentag                      | Международный женский день                                                                              | Tag für die Gleichberechtigung und das Wahlrecht der Frau.                                                                                      |
| 12. April   | Tag der Kosmonauten                            | День космонавтики                                                                                       | Tag des ersten Raumfluges durch Juri Gagarin 1961. Nicht-arbeitsfreier Feiertag.                                                                |
| 1. Mai      | Tag der Arbeit                                 | Первое Мая – День международной солидарности трудящихся („Tag der internationalen Arbeitersolidarität“) | Wurde am 1. und 2. Mai gefeiert. |
| 9. Mai      | Tag des Sieges                                 | День Победы                                                                                             | Ende des Großen Vaterländischen Krieges, durch die bedingungslose Kapitulation der Wehrmacht, 1945                                              |
| 7. Oktober  | Tag der Verfassung der UdSSR                   | День Конституции СССР                                                                                   | Tag, an dem die sowjetische Verfassung von 1977 ratifiziert wurde – wurde zwischen 1936 und 1977 am 5. Dezember begangen                        |
| 7. November | Große Sozialistische Oktoberrevolution         | Годовщина Великой Октябрьской социалистической революции oder Седьмое ноября                            | Feier für den Beginn der Oktoberrevolution, 1917. Wurde am 7. und 8. November gefeiert.                                                         |